# Vajnory
Vajnory (em alemão: Weinern)  é um bairro de Bratislava, capital da Eslováquia. Está situado no distrito de Bratislava III, na região de Bratislava. Tem 13,53 km² de área e sua população em 2018 foi estimada em 5.969 habitantes.